# 阿芒斯河
阿芒斯河（法語：Amance，法語發音：[amɑ̃s] ⓘ），又称芒斯河（法語：Mance，法語發音：[mɑ̃s]），是法国上马恩省与上索恩省的河流，是索恩河的左支流，长47千米，发源自塞尔苏瓦，于瑞塞流入索恩河。